# Iglesia de Santo Domingo (Caleruega)
La iglesia de Santo Domingo de Caleruega es un templo católico ubicado en la villa de Caleruega, como su propio nombre indica, en la provincia de Burgos (España). Fue construida sobre otra de estilo gótico de la que aún se conserva el coro. Esta nueva iglesia data del siglo XVI y posee un estilo renacentista propio de Castilla.
Está construida en honor a Santo Domingo de Guzmán, pero el nombre del templo no es *Iglesia de Santo Domingo de Guzmán sino que es Iglesia de Santo Domingo de Caleruega debido a que el Santo advocado nació en esta villa y por ese motivo en vez de nombrarle como el de Guzmán (nombre que le provenía de su padre, Don Félix de Guzmán, que sí que era de esa localidad) se le dice el de Calereuga.

## Primer templo y privilegio rodado
Tras la canonización en el año 1234 de Santo Domingo de Guzmán, nacido en Caleruega, su hermano, el Beato Manés promovió la construcción de una capilla en el lugar exacto de nacimiento de su hermano.
La capilla duró hasta el año 1266 en que Alfonso X el Sabio otorgó a las monjas del monasterio un privilegio rodado en el que aparte de otorgarles el gobierno del Señorío de la villa, se las construía una iglesia adyacente al monasterio. Esta nueva iglesia, de la que aún se conserva el coro, la espadaña y la puerta de entrada, hoy tapiada, fue de estilo gótico.

## Iglesia renacentista
En el siglo XVI, promovido por los dominicos de México, se construyó en el lugar de esta iglesia otra nueva, la actual iglesia que hoy existe. Se mantuvo parte de la anterior iglesia con una reja que la separase de la nueva para utilizarla como coro de las monjas. También la espadaña, pues sin ella la iglesia no tendría campanas.
Esta iglesia de estilo renacentista fue construida con planta en forma de cruz latina. Posee un retablo de estilo renacentista, del que se cree autor a Blas de Cervera, en el que se explica la vida de Santo Domingo, explicando en la calle central el bautismo del santo con la madre de éste orando a Santo Domingo de Silos y el nacimiento del mismo santo calerogano. En la calle zurda la Virgen entrega el Rosario a Santo Domingo. En la calle diestra Santo Domingo recibe las epístolas y las llaves de San Pedro y San Pablo.
En el ático se muestra un calvario atribuido a la escuela de Gregorio Fernández y al igual que en la pedrala hay una serie de santos y santas.
En los laterales, la iglesia, tiene otros dos retablos, ambos de estilo barroco teniendo uno de ellos un relicario.
En la sacristía se encuentran los sepulcros del Venerable Félix de Guzmán y del Venerable Antonio Félix de Guzmán, padre y hermano de Santo Domingo de Guzmán, respectivamente. Más adelante existe una escalera que baja a la cripta que también tiene forma de cruz latina. Ésta posee el mausoleo del Padre Manuel Suárez, O.P, promotor de la construcción del convento de Caleruega junto al Padre Venancio D. Carro, O.P. También existe un pozo del que mana agua que según la tradición popular se encuentra en el lugar exacto de nacimiento de Santo Domingo de Caleruega.